# Dialeto trasmontano

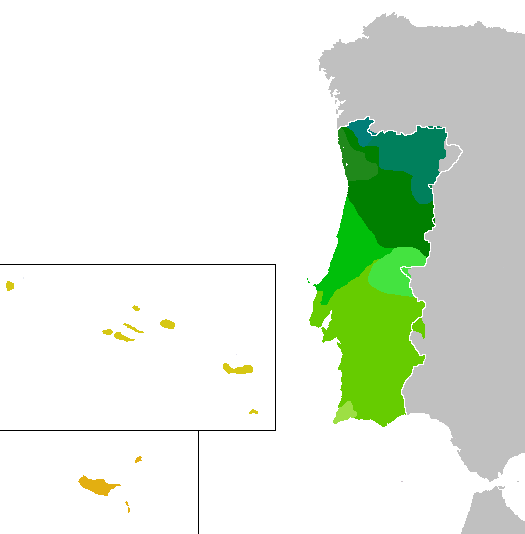
Dialetos de Portugal.

O dialeto trasmontano ou transmontano é um dialeto setentrional do português europeu, falado em Trás-os-Montes.. Nas zonas mais orientais, sobretudo nos concelhos Miranda do Douro, Vimioso, Mogadouro, Bragança, Macedo de Cavaleiros e Torre de Moncorvo, os falares trasmontanos sofrem influências variáveis do asturo-leonês (excetuando, naturalmente, as áreas em que se fala o mirandês, que é integralmente parte desse diassistema. 

## Regionalismos
- Substituição das terminações "agem" por "aije". Exemplos: viagem-viaije, garagem-garaije.
- Transformação do grupo vocálico "ou" em "oi". Exemplo: outro-oitro, Mouro-Moiro.
- Fortificação do som 'ch' com um 't' prévio: Exemplos: Chão-Tchão, Chouriço-"Tchoiriço"
- Substituição do som 'z' por 'j'. exemplos: Jesus-Jejus, Azar-Ajar
- Substituição do som 'v' por 'b'. exemplos: Vila-Bila, Votar-Botar, Dívida-Díbida.
- Uso de vocábulos e expressões tipicamentes regionais: 
  - grão-de-bico: "ervanço"
  - feijão-frade: "chicharros"
  - abóbora: "cabaça"
  - entre outros.

Neste dialecto, existe a preferência pelos pronomes rectos tradicionais; nomeadamente, usa-se «nós» em vez de «a gente», «tu» em vez de «você» e «vós» em vez de «vocês».

## Variedades
Segundo Luís Filipe Lindley Cintra, o dialeto trasmontano tem pelo menos «variedades» ou subdialectos (ou, pelo menos, não as designa com este
nome).
- Raiano;
- Alto-duriense;
- Ocidental e central

Registo sonoro
- Ouvir registo sonoro recolhido em Outeiro, Bragança.